# Семенкович Надія Миколаївна
Семенкович (Дудка) Надія Миколаївна — Заслужений журналіст України.
Народилася 3 листопада 1954 року в с. Благовіщенка Куйбишевського району Запорізької області.
В 1976 році закінчила театральне відділення Харківського інституту мистецтв ім. І Котляревського. Того ж року почала працювала артисткою в Івано-Франківському обласному театрі ляльок.  Івано-Франківський академічний обласний театр ляльок імені Марійки Підгірянки
В 1992 — Львівський Державний університет ім. І.Франка (факультет журналістики).
З 1981 року працювала в Івано-Франківському обласному комітеті з радіомовлення і телебачення. Найголовніші програми: «Театр перед мікрофоном», «Нові імена», «Інтерстудія», «На вівтар України», «Верховина».
З 1993 року працює редактором програм Івано-Франківського обласного телебачення «Галичина». Телепрограми: «Глухий кут», «Наші гості», «За філіжанкою кави», «Прочани в погонах», «Вітри мандрів», «Скарби Опілля», «Криворівні нема рівні», «Клятва Гіпократа», «На вітрах долі», «Світлиця Надії».
Н. Семенкович — автор книги новел-есе «На паперті Колізею», за яку в 2004 році була удостоєна міської премії ім. І.Франка. За цими новелами в Івано-Франківському Академічному музично-драматичному театрі ім. І.Франка здійснена постановка вистави «Заробітчанки» (режисер Р. Держипільський).